# Гардоне Вал Тромпија
Гардоне Вал Тромпија (итал. Gardone Val Trompia) је насеље у Италији у округу Бреша, региону Ломбардија.
Према процени из 2011. у насељу је живело 10113 становника. Насеље се налази на надморској висини од 324 м.

## Становништво
| 1951. | 1961.  | 1971.  | 1981.  | 1991.  | 2001.  | 2011.  |
| ----- | ------ | ------ | ------ | ------ | ------ | ------ |
| 8.704 | 10.407 | 11.543 | 11.787 | 10.862 | 10.952 | 11.700 |